# 共同生活
共同生活（きょうどうせいかつ）は、人間によって行われている生活の形式の一つであり、一つの家屋の内で複数の人間が一つの共同体を形成するという形で生活が営まれているようなもののことを言う。同居や同棲などという形で呼ばれるような生活様式というものは共同生活に該当する。近年になってから増加しているルームシェアやゲストハウスというものは新たな共同生活の様式であったりそのような生活を送ることを目的として設置されている施設のことである。また近年の高齢化社会などと言われている事柄と相俟って、個人が障害などにより自立した生活を送ることが不可能となっていることから他人の支援なしでは生活を維持することが不可能となっているがゆえに、介護が行われているグループホームなどに入居するという形で共同生活を送らざるを得なくなっている者の増加が著しい。